# Mark English
Mark English (* 18. März 1993 in Letterkenny) ist ein irischer Mittelstreckenläufer, der sich auf die 800-Meter-Distanz spezialisiert hat und wegen seiner Sprintstärke auch in der 4-mal-400-Meter-Staffel eingesetzt wird.

## Sportliche Laufbahn
Erste internationale Erfahrungen sammelte Mark English bei den 2010 erstmals ausgetragenen Olympischen Jugendspielen in Singapur, bei denen er im 1000-Meter-Lauf in 2:24,95 min den sechsten Platz belegte. Im Jahr darauf erreichte er bei den Junioreneuropameisterschaften in Tallinn bis ins Halbfinale über 800 Meter und schied dort mit 1:50,77 min aus. 2012 wurde er bei den Juniorenweltmeisterschaften in Barcelona in 1:46,02 min Fünfter und 2013 schied er bei den U23-Europameisterschaften in Tampere mit 1:49,65 min im Vorlauf aus und verpasste auch mit der irischen 4-mal-400-Meter-Staffel mit 3:07,71 min den Finaleinzug. Anschließend startete er bei den Weltmeisterschaften in Moskau und kam dort mit 1:47,08 min nicht über die ersten Runde hinaus. 2014 scheiterte er bei den Hallenweltmeisterschaften in Sopot mit 1:47,60 min in der Vorrunde, gewann dann aber im August bei den Europameisterschaften in Zürich in 1:45,03 min die Bronzemedaille hinter den Polen Adam Kszczot und Artur Kuciapski. Zudem belegte er mit der irischen Staffel in 3:01,67 min den vierten Platz. Daraufhin wurde er beim Continentalcup in Marrakesch in 1:45,74 min Vierter. Im Jahr darauf holte er bei den Halleneuropameisterschaften in Prag nach 1:47,20 min Silber über 800 Meter hinter dem Polen Marcin Lewandowski. Im Juli belegte er bei den U23-Europameisterschaften in Tallinn in 1:50,42 min den achten Platz und anschließend gelangte er bei den Weltmeisterschaften in Peking das Halbfinale über 800 Meter, in dem er mit 1:45,55 min ausschied, während er mit der Staffel mit 3:01,26 min im Vorlauf ausschied. 2016 qualifizierte er sich für die Olympischen Spiele in Rio de Janeiro und schied dort mit 1:45,93 min im Halbfinale aus.
2017 wurde er beim Bauhaus-Galan in Stockholm in 1:45,42 min Zweiter und schied im August bei den Weltmeisterschaften in London mit 1:48,01 min in der ersten Runde aus. Auch bei den Leichtathletik-Europameisterschaften 2018 in Berlin scheiterte er mit 1:48,98 min im Vorlauf. 2019 gewann er dann bei den Halleneuropameisterschaften in Glasgow in 1:47,39 min die Bronzemedaille hinter dem Spanier Álvaro de Arriba und Jamie Webb aus dem Vereinigten Königreich. Ende September startete er ein weiteres Mal bei den Weltmeisterschaften in Doha und kamd dort mit 1:47,25 min nicht über die Vorrunde hinaus. 2021 erreichte er bei den Halleneuropameisterschaften in Toruń das Halbfinale, in dem er mit 1:48,99 min ausschied. Im Juni siegte er in 1:45,70 min beim Sollentuna GP sowie in 1:46,50 min beim Karlstad GP. Anschließend verbesserte er in Castellón de la Plana den irischen Landesrekord auf 1:44,71 min und löste damit David Matthews als Rekordhalter ab. Zudem qualifizierte er sich damit für die Olympischen Spiele in Tokio, bei denen er mit 1:46,75 min nicht über die erste Runde hinauskam.
2022 trat er bei den Hallenweltmeisterschaften in Belgrad an und schied dort mit 1:51,35 min in der Vorrunde aus. Juli erreichte er bei den Weltmeisterschaften in Eugene das Halbfinale und schied dort mit 1:45,78 min aus und bei den Europameisterschaften in München gewann er in 1:45,19 min die Bronzemedaille hinter dem Spanier Mariano García und Jake Wightman aus dem Vereinigten Königreich. Im Jahr darauf schied er bei den Weltmeisterschaften in Budapest mit 1:45,14 min im Semifinale aus und 2024 kam er bei den Europameisterschaften in Rom mit 1:46,73 min nicht über den Vorlauf hinaus. Anschließend schied er bei den Olympischen Sommerspielen in Rom mit 1:45,97 min im Halbfinale aus. Im Jahr darauf gewann er bei den Halleneuropameisterschaften in Apeldoorn in 1:45,46 min die Bronzemedaille hinter dem Niederländer Samuel Chapple und Eliott Crestan aus Belgien.
In den Jahren von 2014 bis 2017 sowie 2019, 2022 und 2024 wurde English irischer Meister im 800-Meter-Lauf im Freien sowie 2013, 2015 und 2016 sowie von 2018 bis 2020 und 2022 auch in der Halle.

## Persönliche Bestzeiten
- 600 Meter: 1:15,71 min, 5. September 2015 in Amsterdam
  - 500 Meter (Halle): 1:00,63 min, 17. Februar 2016 in Stockholm (nationale Bestleistung)
  - 600 Meter (Halle): 1:16,64 min, 4. Februar 2024 in Boston (nationale Bestleistung)
- 800 Meter: 1:44,53 min, 21. Juni 2024 in Madrid (irischer Rekord)
  - 800 Meter (Halle): 1:45,15 min, 8. Februar 2025 in Boston (irischer Rekord)
- 1000 Meter: 2:24,53 min, 23. Mai 2010 in Moskau
  - 1000 Meter (Halle): 2:30,04 min, 17. Januar 2010 in Nenagh